# Ourisia integrifolia
Ourisia integrifolia är en grobladsväxtart som beskrevs av Robert Brown. Ourisia integrifolia ingår i släktet Ourisia och familjen grobladsväxter. Inga underarter finns listade i Catalogue of Life.